# VENTO DE FELICIDADE 〜しあわせの風〜
『VENTO DE FELICIDADE 〜しあわせの風〜』（ヴェント・デ・フェリシダージ しあわせのかぜ）は、T-SQUARE50枚目のオリジナル・アルバム。2023年5月31日にリリース。

## 解説
スクェア50枚目のオリジナル・アルバム。
T-SQUARE45周年記念アルバム。現メンバーの伊東たけしと坂東慧に加えて歴代メンバーから安藤正容、河野啓三、仙波清彦、久米大作、田中豊雪、長谷部徹、則竹裕之、須藤満、本田雅人、松本圭司、宮崎隆睦、サポート・メンバーの田中晋吾、白井アキト、外園一馬、山崎千裕に加えてゲストとして渡辺香津美と鳥山雄司、TOKUが参加。
タイトルの「VENTO DE FELICIDADE」はポルトガル語で、副題にもなっている「しあわせの風」を意味する。
楽曲は坂東慧が3曲、河野啓三と本田雅人が2曲、松本圭司が1曲提供。9曲目「Rooms with a view」は2021年4月26日に急逝した元メンバー和泉宏隆の未発表曲で盟友の鳥山雄司が手を加えて1つの楽曲に仕上げている。
5曲目「CLIMAX」は映画『グランツーリスモ』の日本語吹替版テーマソングに採用された。初代リーダーの安藤がT-SQUARE在籍時代に『グランツーリスモシリーズ』のメインテーマ曲「MOON OVER THE CASTLE」を手がけた縁で実現した。
SACD2枚とBlu-ray1枚の合計3枚組。
CD2枚目には和泉宏隆が1987年に作・編曲した「ELEGY」を収録。これは和泉が1987年に稲越功一監督のドキュメンタリービデオ「TOKYO」のために書き下ろした楽曲で初CDレコード化となる。
Blu-rayにはライブ動画4曲を収録。
同年7月12日にアナログ盤が発売。30cmLPアナログ盤2枚組で180g重量盤である。マスタリングはスターリング・サウンドのテッド・ジェンセン、カッティングはアビー・ロード・スタジオのアレックス・ゴードンが担当、スタンパーはStamper Discsで製造し、プレス以降の工程は東洋レコーディングが行った。曲順はCDと異なっている。
T-SQUAREは1978年のデビュー以来本作まで毎年欠かさずアルバムリリースを行っていたが、翌2024年は新メンバーオーディションを開催した関係で初めてブランクが空くことになった。

## 収録曲
SACD Hybrid盤
1. VENTO DE FELICIDADE 〜しあわせの風〜 - 坂東慧作曲
2. かぼちゃの馬車に乗って - 坂東慧作曲
3. Maverick Moon - 本田雅人作曲
4. Believe - 本田雅人作曲
5. CLIMAX - 河野啓三作曲
6. Into The Spotlight - 河野啓三作曲
7. 海のみえる坂道で - 坂東慧作曲
8. Stratosphere - 松本圭司作曲
9. Rooms with a view - 和泉宏隆・鳥山雄司作曲

特典CD
1. ELEGY - 和泉宏隆作曲

特典BD
1. A DREAM IN A DAYDREAM - 松本圭司作曲
T-SQUARE YEAR-END SPECIAL 2021@日本橋三井ホールより
2. 晴れのち晴れ - 坂東慧作曲
T-SQUARE CONCERT TOUR 2022@なんばHatch より
3. Best Friends - 河野啓三作曲
T-SQUARE YEAR-END SPECIAL 2022@神戸チキンジョージ より
4. 宝島 - 和泉宏隆作曲
T-SQUARE YEAR-END SPECIAL 2022@神戸チキンジョージ より

LP盤
SIDE 1
1. CLIMAX - 河野啓三作曲
2. Into The Spotlight - 河野啓三作曲
3. Merverick Moon - 本田雅人作曲

SIDE 2
1. かぼちゃの馬車に乗って - 坂東慧作曲
2. 海のみえる坂道で - 坂東慧作曲
3. VENTO DE FELICIDADE 〜しあわせの風〜 - 坂東慧作曲

SIDE 3
1. Believe - 本田雅人作曲
2. Stratsphere - 松本圭司作曲
3. Rooms with a view - 和泉宏隆・鳥山雄司作曲

SIDE 4
1. ELEGY - 和泉宏隆作曲

## ミュージシャン
（出典）
| 伊東たけし（Flute） |
| 坂東慧（Ds） |
| 仙波清彦（Per） |
| 久米大作（Key） |
| 田中晋吾（Ba） |
| 外園一馬（Gt） |
| TOKU（Vo/Fgh） |
| コーラス参加メンバー：伊東たけし、坂東慧、河野啓三、仙波清彦、安藤正容、久米大作、田中豊雪、長谷部徹、田中晋吾、白井アキト、外園一馬、TOKU |

| 伊東たけし（Sax） |
| 坂東慧（Ds）      |
| 安藤正容（Gt）    |
| 河野啓三（Key）   |
| 田中晋吾（Bs）    |
| 白井アキト（Key） |

| 本田雅人（Sax） |
| 須藤満（Bs）    |
| 則竹裕之（Ds）  |
| 松本圭司（Key） |
| 外園一馬（Gt）  |

| 本田雅人（Sax） |
| 須藤満（Bs）    |
| 則竹裕之（Ds）  |
| 松本圭司（Key） |
| 外園一馬（Gt）  |

| 伊東たけし（EWI） |
| 坂東慧（Ds）      |
| 河野啓三（Key）   |
| 久米大作（Key）   |
| 田中豊雪（Bs）    |
| 宮崎隆睦（EWI）   |
| 渡辺香津美（Gt）  |

| 伊東たけし（EWI） |
| 坂東慧（Ds）      |
| 河野啓三（Key）   |
| 田中晋吾（Bs）    |
| 白井アキト（Key） |
| 外園一馬（Gt）    |
| 山崎千裕（Tp）    |

| 伊東たけし（Sax） |
| 坂東慧（Ds）      |
| 安藤正容（Gt）    |
| 久米大作（Key）   |
| 田中豊雪（Bs）    |
| 長谷部徹（Ds）    |
| TOKU（Fgh）       |

| 伊東たけし（EWI） |
| 坂東慧（Ds）      |
| 須藤満（Bs）      |
| 松本圭司（Key）   |
| 鳥山雄司（Gt）    |

| 伊東たけし（Sax） |
| 坂東慧（Ds）      |
| 長谷部徹（Ds）    |
| 須藤満（Bs）      |
| 白井アキト（Key） |
| 鳥山雄司（Gt）    |
| 和泉宏隆（Pf）    |